# Кобан
Кобан (на испански: Cobán) е град в департамент Горен Верапас, Гватемала. Населението на града през 2010 година е 47 202 души.